# Jenna Jones
Jenna Jones (nascida em 19 de janeiro de 2001) é uma nadadora paralímpica australiana. Então, aos treze anos, Jenna disputou seu primeiro Campeonato Aberto Australiano em 2014 e conquistou duas medalhas de prata e duas de bronze. Sob a bandeira da Austrália, disputou cinco provas femininas da natação nos Jogos Paralímpicos de Verão de 2016, realizados no Rio de Janeiro, no Brasil, no entanto, durante as competições não obteve nenhuma medalha.